# Ernst Rudolf Froesch
Ernst Rudolf Froesch (* 31. März 1929 in Zürich; † 6. Mai 2014) war ein Schweizer Internist, Endokrinologe und Hochschullehrer.

## Werdegang
Ernst Rudolf Froesch wuchs als Sohn eines Hausarztes in Zürich-Wollishofen auf. Er studierte Medizin an der Universität Zürich und wurde 1954 zum Dr. med. promoviert. Von 1955 bis 1957 war er an der Harvard Medical School als wissenschaftlicher Mitarbeiter tätig. Zurück am Kantonsspital Zürich, vertiefte er bei Pierre Rossier und später Alexis Labhart und Paul Frick seine Kenntnisse und Kompetenzen in der Inneren Medizin. 1964 habilitierte er sich, 1970 wurde er zum ausserordentlichen Professor und 1991 zum ordentlichen Professor ernannt.
Froesch charakterisierte erstmals Klinik und Biochemie der Hereditären Fruktoseintoleranz. Er begründete sein dortiges Stoffwechsellabor sowie die klinische und ambulante Abteilung für Endokrinologie und beschrieb mit seinem Team erstmals die Insulinähnlichen Wachstumsfaktoren.

## Ehrungen (Auswahl)
- 1967: Minkowski-Preis der European Association for the Study of Diabetes (EASD)[4]
- 1978: Otto Naegeli-Preis[5]
- 1978: Paul-Langerhans-Medaille der Deutschen Diabetes-Gesellschaft